# استفان فیلیپوویچ
استفان فیلیپوویچ (به انگلیسی: Stefan Filipović) (زاده ۱۸ ژانویه ۱۹۸۷) خواننده مونته‌نگرویی است.
او نماینده مونته‌نگرو در مسابقه آواز یوروویژن ۲۰۰۸ بود.